# Камень викингов
«Камень викингов» (англ. The Runestone) — кинофильм. Экранизация произведения, автор которого — Марк Роджерс.

## Сюжет
В старой шахте найден древний камень, с помощью которого можно вызвать монстра Фенрира. Археолог Сэм Стюарт с женой пытаются сделать всё возможное, чтобы прекратить действие магического камня. А ожившее чудовище может победить только германо-скандинавский однорукий бог Тюр.

## В ролях
| Актёр             | Роль                     |
| ----------------- | ------------------------ |
| Джоэн Северэнс    | Марла Стюарт             |
| Александр Годунов | Сигвальдсон              |
| Питер Ригерт      | капитан Грегори Фандуччи |
| Уильям Хикки      | Ларс Ханстрём            |
| Тим Райан         | Сэм Стюарт               |
| Митчелл Лоранс    | Мартин Альмквист         |
| Лоуренс Тирни     | шеф Ричардсон            |
| Крис Янг          | Якоб                     |
| Дональд Хоттон    | Аск Франаг               |